# 黒沢年雄の元気でGo!Go!
アダプトゲン製薬プレゼンツ 黒沢年雄の元気でGo!Go!は2008年度のナイターオフ（10月 - 翌年3月）の平日10分間にニッポン放送と朝日放送・CBC中部日本放送の3局で放送されていたラジオ番組。

## ネット局と放送時間
- ニッポン放送・中部日本放送 - 18:40〜18:45
- 朝日放送 - 18:45〜18:50